# Посольство Греции в России
Посольство Греции в России — дипломатическая миссия Греции в России. Основное здание посольства находится в Москве, в Леонтьевском переулке, близ Никитских ворот. Коммерческий отдел посольства расположен на Спиридоновке, 14, где также находится консульство.

## История
Первое Посольство Королевства Греции в Санкт-Петербурге, столице Российской империи, было открыто в 1834 году; первым Послом стал Михаил Сутсос (1834—1837).
Нынешнее здание посольства в Москве (Леонтьевский переулок, 4) — главный дом городской усадьбы князей Мещерских (Е. А. Волковой, середина XVIII века; 1817—1823). Здание было капитально отремонтировано в начале 2010-х годов.

## Послы Греции в России (СССР)
Список послов и временных поверенных Греческого Королевства и Греческой Республики в Российской империи, Советском Союзе и Российской Федерации:
- Сутсос Михаил (1834—1837)
- Зографос Константинос (1850—1855)
- Сутсос Иоаннис (1855—27.07.1859, временный поверенный), (27.07.1859—1863, посол)
- Метаксас Андреас (1867—1869)
- Драгумис Маркос (1869—1871, временный поверенный)
- Бунтурис Димитриос (1871—1874)
- Арменис Врайлас Петрос (1874—1875)
- Маркорас Спиридон (1875—1886, временный поверенный)
- Маврокордатос Николаос (1886—1889)
- Панас Димитриос (1889—1890, временный поверенный), (1916—1917 – посол)
- Рангавис Клеон (1890—1891)
- Паппаригопулос Михаил (1891—1892)
- Левидис Георгиос (апрель 1892—сентябрь 1892, временный поверенный)
- Томпазис Александрос (1892—1902, временный поверенный)
- Аргиропулос Георгиос (1902—1909)
- Теотокис Николаос (1909—1910, временный поверенный)
- Психас Пантелис (1910—1914, временный поверенный)
- Драгумис Иоаннис (1914—1915)
- Какламанос Димитриос  (май 1915—март 1916, временный поверенный), (июнь 1917 — май 1918, посол)
- Паллис Алексиос (1921—1923)
- Маврудис Николаос (1924—1925)
- Лагудакис Георгиос (1925—1926)
- Пануриас Накос (1926—1929)
- Анисас Николаос (1929—1930, временный поверенный)
- Псарудас Константинос (1930—1933)
- Полихрониадис Спиридон (1933—1935)
- Стефану Иоаннис (1935—1936, временный поверенный)
- Паппас Иоаннис (1936—1937)
- Киндинис Иоаннис (июль 1937—январь 1938)
- Николопулос Димитриос (январь 1938—апрель 1938)
- Маркетис Спиридон (1938—1940)
- Диамантопулос Христос (1940—1941)
- Пипинелис Панагиотис (1941—1942)
- Сурлас Константинос (1942—1943, временный поверенный)
- Политис Афанасиос (1943—1947)
- Неофитос Василиос (1947—1948)
- Сгурдэос Александрос (1948—1951, временный поверенный), (1964-1965 – Посол)
- Ипсилантис Фомас (1951—1953, временный поверенный)
- Кунтумас Александрос (1953—1956)
- Химариос Константинос (1956—1957, временный поверенный)
- Паппас Димитриос (1957—1960)
- Капсампелис Георгиос (15.03.1960—19.09.1960, временный поверенный)
- Христопулос Георгиос (1960—1963)
- Тзунис Иоаннис (1963—1964, временный поверенный)
- Варсамис Георгиос (1965—1967)
- Тсамадос Константинос (1967—1968, временный поверенный)
- Влахос Ангелос (1968—1972)
- Димитропулос Александрос (1972—1976)
- Калогерас Петрос (1976—1979)
- Мпотсарис Тимолеон-Нотис (09.11.1979—22.11.1979, временный поверенный)
- Метаксас Андреас (1979—1984)
- Григориадис Иоаннис (1984—1987)
- Дунтас Михаил (1987—1988)
- Сандис Аристидис (1988—1989, временный поверенный)
- Гунарис Илиас (1989—1993)
- Либеропулос Константинос (1993—1994)
- Родусакис Кириакос (1994—1997)
- Кипреос Димитриос (1997—2002)
- Параскевопулос Димитриос (2002—2005)
- Клис Илиас (2005—2008)
- Спинеллис Михаил (2008—2013)
- Куманаку Данаи-Магдалини (2013—2016)
- Андреас Фриганас (2016—2018)
- Тасия Афанасиу (апрель 2019—2020)[3]
- Екатерини Нассика (февраль 2020—2023)
- Екатерини Ксагорари (ноябрь 2023 — н. в.)